# Historia general de los robos y asesinatos de los más famosos piratas

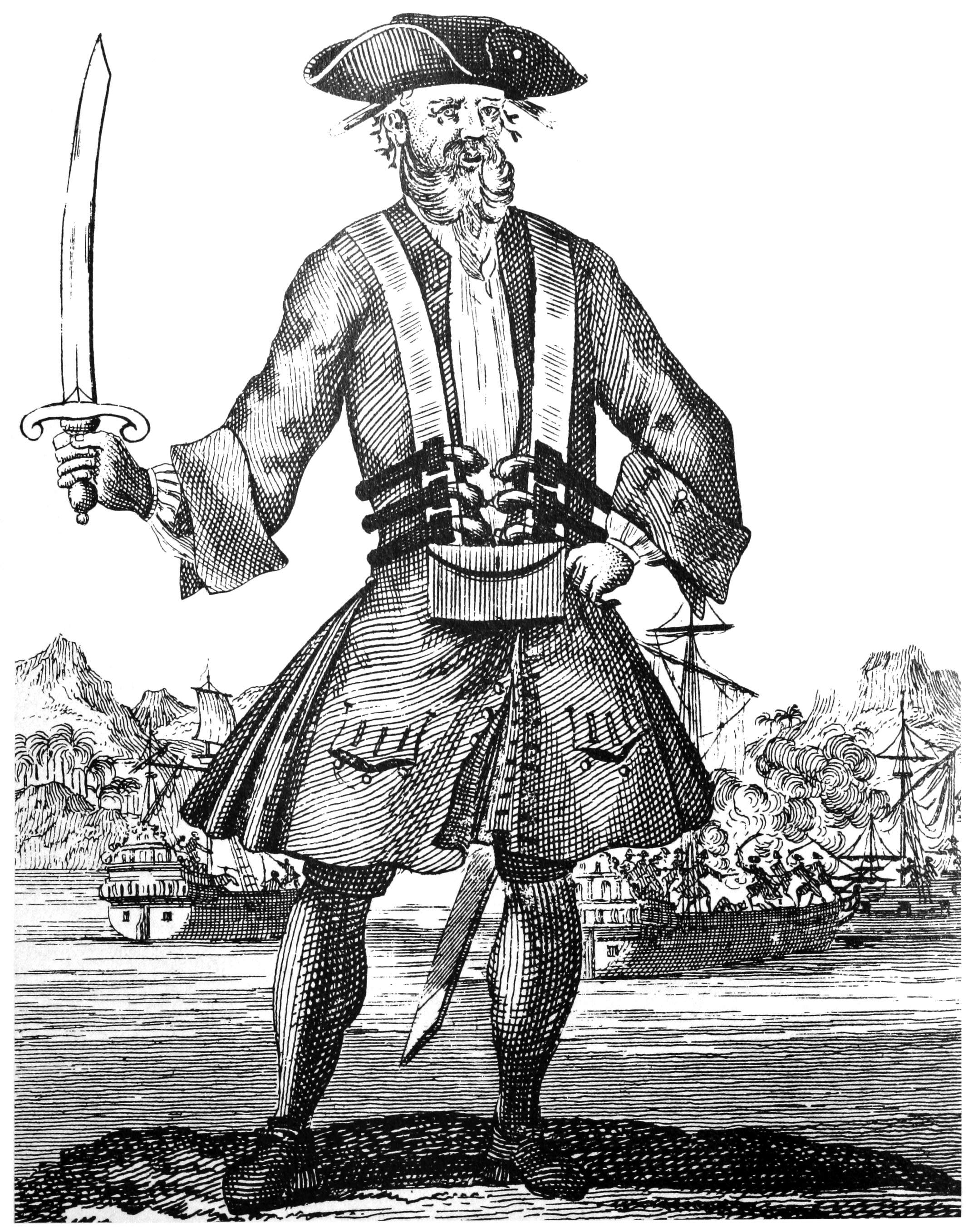
Edward Teach, original de un grabado de Benjamin Cole en A General History of the Robberies and Murders of the Most Notorious Pirates (1724).

Historia general de los robos y asesinatos de los más famosos piratas, cuyo título original en inglés fue A General History of the Robberies and Murders of the most notorious Pyrates, es un libro de 1724 que contiene biografías de piratas de la época. Su autor utiliza el nombre de Capitán Charles Johnson, el cual está considerado un pseudónimo.
Se piensa que el autor real de la obra es Daniel Defoe, el editor Nathaniel Mist o alguien que trabajaba para él.
El libro se publicó en dos volúmenes. El primero trata principalmente de los piratas de principios del siglo XVIII, mientras que el segundo tomo narra las hazañas de sus predecesores de unas pocas décadas antes. En el primer libro "Johnson" es bastante coherente con las fuentes disponibles sobre el tema, aunque embellece las historias en cierto sentido. En el segundo volumen se aleja más de la verdad, e incluye biografías de tres sujetos que podrían ser completamente ficticias. En cualquier caso, el libro influyó la formación de las ideas populares acerca de la piratería y a partir de él se conformó la historia de las vidas de muchos individuos aún famosos en el siglo XXI.  
Los bucaneros recogidos en el primer volumen son Henry Avery, James Martel, Barbanegra, Stede Bonnet, Edward England, Charles Vane, Calico Jack Rackham, Anne Bonny,  Mary Read, Howell Davis, Bartholomew ("Black Bart") Roberts, Thomas Anstis, Richard Worley, George Lowther, Edward Low, John Evans, Francis Spriggs, John Smith, John Gow y Roche Brasiliano.
El segundo volumen caracteriza a Thomas Tew, William Kidd, John Bowen, John Halsey, Thomas White, Thomas Howard, David Williams, Samuel Burgess, Nathaniel North, Christopher Condent, Samuel Bellamy y William Fly, e incluye la biografía de los probablemente ficticios capitanes James Misson, Lewis y Cornelius.